# Micromorphe
Micromorphe é um gênero de traça pertencente à família Arctiidae.